# Тайна далёкого острова
«Тайна далекого острова» — советский рисованный мультипликационный фильм для детей 1958 года, который создали Валентина и Зинаида Брумберг.

## Сюжет
На далёком острове, в деревне, жил мальчик Дум со своим дедом. Мальчик занимался ловлей жемчуга. Однажды дедушка рассказал ему о Батуалло, вожде их племени, и показал нож, когда-то принадлежавший вождю. На ноже был изображён остров, где, по рассказам деда, было много жемчуга. Ночью Дум, тайком взяв нож, поплыл на лодке искать этот остров, но попал в грозу. Когда рассвело, Дум увидел, что находится около этого острова. В воде на мальчика напала акула, но его спасла советская научная подводная лодка, на которой находились руководитель океанографической экспедиции профессор Бобров и его внук школьник Петя. После множества приключений путешественники на острове увидели заброшенную хижину, где Петя находит старинную рукопись, в которой рассказывается история вероломного предводителя морских разбойников Дон-Хуана Сан-Диего и храброго вождя Батуалло. Там же ребята обнаруживают жемчуг, похищенный когда-то пиратами у туземцев, и мальчик Дум с найденными сокровищами возвращается в свою деревню.

## Создатели
| Авторы сценария           | Владимир Данилов, Николай Эрдман |
| Режиссёры                 | Валентина и Зинаида Брумберг |
| Художники-постановщики    | Лана Азарх, Гражина Брашишките |
| Композиторы               | Андрей Волконский, Николай Сидельников |
| Оператор                  | Елена Петрова |
| Звукооператор             | Николай Прилуцкий |
| Художники-мультипликаторы | Фёдор Хитрук, Фаина Епифанова, Мария Мотрук, Елена Хлудова, Николай Фёдоров, Владимир Пекарь, Вячеслав Котёночкин, Борис Бутаков, Владимир Крумин, Игорь Подгорский |
| Роли озвучивали           | Петя — Валентина Сперантова Дум — Галина Новожилова Профессор — Эраст Гарин Доктор — Сергей Мартинсон (в титрах указан как В. Мартинсон) Командир подводной лодки — Георгий Вицин (в титрах не указан) Дедушка Дума / Старшина Сидорчук / обезьянки / леопард — Юрий Хржановский (в титрах не указан) |
| Ассистенты режиссёра      | Нина Майорова, Татьяна Фёдорова |